# Andrew Bees
 Andrew Bees (né en 1972) est un chanteur de reggae originaire de la Jamaïque.

## Biographie
Comme la plupart des chanteurs de reggae, Andrew Bees vient de Kingston, en Jamaïque.

## Discographie
Solo :
- 1989 - Life In The Ghetto (New Name Muzik)
- 1989 - Struggle & Strive (New Name Muzik)
- 1994 - Bongo Nyabinghi (Roots Operator)
- 1994 - Who No Love Jah (Roots Operator)
- 1995 - Militant (Music Lion) ➜ 2007 repress by Basic Replay (12")
- 1995 - Concrete Jungle Feat Angie Angel (Music Lion)
- 199? - Beast Mentality (Features on a VA compilation)
- 1996 - Congoman (Rootsman Productions)
- 1996 - Lullaby Love (Rootsman Productions)
- 1996 - Rejoice (Rootsman Productions)
- 1998 - I Love King Selassie With Black Uhuru (Jammys)
- 2006 - I And I Heard Your Songs (Vizion Sounds)
- 2006 - People Get Ready (Vizion Sounds)

Albums : 
- 1995 - Militant

- 2006 - I-Ration

With Black Uhuru :
- 1998 - Unification (Produced by King Jammys)

- 2001 - Dynasty

- 2001 - Dubbin' It Live (live show at Paléo Festival Switzerland)